# Bouchardy
Bouchardy war der Name einer Familie französischer Porträtkünstler im 19. Jahrhundert. Ihr entstammte auch der Theaterdichter Joseph Bouchardy.

## Bouchardy père
Bouchardy, dessen Vorname nicht sicher bekannt ist, aber in der Literatur (auch schon der zeitgenössischen) als Bouchardy père (Vater) erwähnt wird, kam aus Lyon nach Paris und war dort um 1808 bis 1840 als Zeichner von Porträtminiaturen tätig. Zwischen März und Juli 1811 übernahm er das Atelier des Gilles-Louis Chrétien, dem Erfinder des Physionotrace, einem Gerät, das den Vorgang des Porträtierens zu einem kleinen Teil mechanisierte. Die formale Gestalt seiner standardisierten Profilansichten in rundem oder ovalen Bildausschnitt mit der Unterzeile Dess[inée] et Gr[avée] par Bouchardy Suc[cessor] de Chrétien, inv[enteur] du Physionotrace. Palais Royale No. 82 à Paris (so z. B. im Jahr 1814) folgt der Art seines Vorgängers. Seit 1830 lautet seine Adresse rue Neuve des-Petites-Champs.

## Etienne Bouchardy
Etienne Bouchardy war vermutlich ein Sohn von Bouchardy père. Die umfangreiche Produktion der mit "Bouchardy" signierten Physionotrace-Porträts wird häufig dem Werk des Etienne Bouchardy (* 22. Juni 1797 in Paris; † 13. April 1840 ebda.) zugeschlagen. Dieser war zwar auch ein guter Porträtzeichner, von dem einige verstreut publizierte Miniaturen bekannt sind, aber er beendete seine Ausbildung an der Akademie nicht vor 1814 und kann daher als Nachfolger Chrétiens kaum in Frage kommen. Eine Unterscheidung beider Künstler geht aus den Angaben und Zitaten bei Cromer hervor, wird aber in verschiedenen Handbüchern (Larain/Adhemar; Allg. Künstlerlexikon) nicht berücksichtigt.

## Pauline Bouchardy
Pauline Bouchardy war wohl eine Tochter von Bouchardy père und in den 1830er Jahren in Paris als Pastellmalerin tätig.